# ナデジダ・パヴロワ (1905年生のバレエダンサー)
- Nadezhda Pavlova
- ナデジダ・パヴロワ
- ナデジダ・パブロバ
- ナデジダ・パブロワ
- ナデジダ・パヴロヴァ
- ナジェージダ・パヴロワ

ナデジダ・パヴロワ（ロシア語：Надежда Па́влова；ラテン翻字：Nadezhda Pavlova, 1905年9月1日 - 1982年12月16日）は、キーウ出身で日本で活動したバレエダンサー・バレエ指導者である。姉は日本にバレエを根づかせた最初の人物として知られるエリアナ・パヴロワ（1897年3月22日 - 1941年5月3日）。
ロシア革命を逃れて母ナタリア（1956年没）、姉エリアナとともに日本へ渡り、バレエダンサーとして舞台に立った。関東大震災で左足を負傷してダンサーとしての活動が難しくなったものの、姉を補佐してバレエの指導に当たった。エリアナが1941年に南京で戦病死した後は、母ナタリアや教え子たちとともに遺されたバレエスクールを守り、1982年に死去している。

## 生涯

### 流転の日々
キエフの生まれ。4人兄妹の末の子で、トゥマンスキー家という貴族の血筋を引く家の出であった。4人のうち長男ニコライは10歳、次女ピエラは4歳で早世し、成人したのはエリアナとナデジダのみであった。
母ナタリアはオペラ歌手であった。ナデジダ自身が語ったところによれば、彼女の父は俳優だったがナタリアと諍いを生じた末に一家を捨てて出奔したといい、以後音信不通となった。
エリアナは8歳でバレエを始め、自身が後に語ったところによれば、キエフのオペラ劇場で踊りを披露した経験があった。ナデジダも後にバレエを始め、1916年に母娘3人はフィンランドの首都ヘルシンキへ渡った。この時期のフィンランドは帝政ロシアの支配下にあり、したがって往来は自由であった。この地でナタリアはオペラ（アントン・ルビンシテイン作曲の『デーモン』（en:The Demon (opera)）に主演し、エリアナはバレエ公演で踊るなど平和で充実した日々を過ごしていた。
ヘルシンキでの平和な日々は長く続かなかった。ロシア革命が発生すると、フィンランド政府はロシア人に対して強硬な姿勢を取った。それは、フィンランド国内にいるロシア人に対して20日間の期限を切っての国外への退去命令であった。
3人は祖国に帰ったものの、革命のために社会は混乱を極め、赤軍と白軍による内戦も続いていた。貴族や資産家の他、中産階級の人々やボリシェヴィキの思想に反対する人々も次々と国外へ逃れていった。パヴロワ家も家と財産を没収され、3人はロシアからの脱出を決行した。
母と娘2人に残された財産は、トランク20個に詰め込まれたバレエの衣装といくばくかの宝石であった。3人はまずシベリアへ向かい、エカテリンブルクにたどり着いた。エカテリンブルクはウラル地方の中核都市であり、劇場が存在していた。1か月ほどの滞在ではあったものの、エリアナはこの劇場と出演契約を結んで舞台に立っている。
その後3人はエカテリンブルクを後にしてシベリア鉄道に乗り込んだ。経由地のハバロフスクやウラジオストクでもエリアナは舞台に立ち、ナデジダもいつの頃からか一緒に踊るようになって、ともに厳しい家計を助けた。3人はハルピンまで無事にたどり着いて、この地で半年ほどを過ごしている。
次に3人が向かったのは、北京であった。その後の足取りは、天津、青島、上海を経由して少しずつ日本へと向かっている。当初3人には多くの白系ロシア人と同様にアメリカかヨーロッパに亡命する考えがあり、日本はあくまでもその中継点であった。ただし、アメリカ行きには母ナタリアが反対し、実現には至らなかった。
上海で河上鈴子（1902年-1988年）という舞踊家と出会ったのが、3人の転機となった。河上は幼少時から上海に住んでいて、この地でバレエとスペイン舞踊を習っていた。ナデジダは河上のところに、踊りのレッスンに通っていた。河上とは後に、日本においても親しく付き合うことになった。

### 日本へ
1919年の夏、母ナタリアを上海に残してエリアナとナデジダは2人で日本に向かった。姉妹は神戸で下船し、約7か月ここに滞在した。姉妹は神戸のオリエンタルホテルで、実業家の浅野総一郎と知り合った。浅野の助力により、姉妹は帝国劇場の支配人山本久三郎と横浜の楽器商クレンを介して横浜山下町の劇場ゲーテ座（The Gaiety Theater）と出演契約を結んだ。
ゲーテ座は居留民専用の劇場で、日本で初めてシェイクスピアの劇を上演したことで知られていた。明治時代からすでに西洋の演劇やオペラなどを上演していて、西洋の芸術を紹介する場として機能していた。
同年8月27日、姉妹はゲーテ座の舞台に登場した。エリアナは『瀕死の白鳥』などを舞い、ナデジダは『タランテラ』やコミカルな小品『ルボック』などを踊った。
『The japan chronicle』は、1919年8月2日付の記事で姉妹の舞台評を掲載している。
ゲーテ座への出演と同時期に、エリアナは横浜で社交ダンスの教室を開いた。エリアナがバレエではなく社交ダンスを指導した理由は、当時の日本ではバレエの認知度が低く、習いたいと希望する人が少なかったためであった。ナデジダは母の待つ上海に戻り、ゲーテ座などでの舞台があるときだけ日本に渡っていた。
やがてナデジダも母とともに日本に渡り、母娘3人が揃っての生活が実現した。1920年には、一家は横浜（現在の中区と推定される）に居を定めている。エリアナの社交ダンススタジオにも、生徒がさらに集い始めた。
1921年には「エリアナ・パヴロバ露西亜舞踊劇協会」が発足した。翌年開催された上野平和博覧会の舞台で、姉妹は「爪先舞踊」を披露して好評を博している。同年2月には、ゲーテ座において弟子たちも出演してのバレエ公演が実現した。

### 関東大震災前後
日本でバレエが注目される契機となったのは、1922年に行われたアンナ・パヴロワの日本公演であった。エリアナの教室でもバレエを習う人が増え、ナデジダもエリアナと一緒に指導にあたっていた。
異郷日本での生活にもなじみ、一家は充実した生活を送っていた。その平和な日々は、1923年に突如として暗転することになった。同年9月1日、エリアナは母ナタリアと連れ立って横浜正金銀行に出かけていた。ナデジダはメイドとともに2人で留守番を務めていた。突如として「ドシーン」という激しい音と衝撃が彼女を襲い、続いての激震に木造の家は揺れ動き軋んで、やがて崩れ落ちた。一瞬のできごとに逃げ出すこともかなわず、ナデジダは家の下敷きになってそのまま気を失った。
足の激しい痛みで意識を取り戻したナデジダは、左の足首が「90度」右回りしていることに驚いた。どうにか瓦礫の中から足を力任せに引き抜いたところ、足首は見た目だけは元通りになっていた。しかし、激しい痛みは消えなかったという。
エリアナとナタリアには怪我はなく、2人はナデジダの身を案じて急いで帰宅した。負傷したナデジダの様子を目の当たりにして、一刻も早く治療するために一家は神戸の病院まで向かうことになった。折よく横浜港に停泊していた商船に乗せてもらい、一家は神戸に向かった。横浜の市街は壊滅状態となり、姉妹がよく舞台に立っていたゲーテ座も瓦礫の山と化した。一連のできごとは、ナデジダにとって深い心の傷となった。
震災翌年の1923年3月、約半年をかけての足の治療は終了した。ナデジダの左足は変形したままで戻らず、ダンサーとして舞台に立つことは困難になった。横浜や浅草などは震災後の混乱が収まらず仕事にならなかったので、母娘は上海に引き揚げた。上海での3人の動静については詳細が知られていないものの、1924年9月29日と30日に同地のオリンピックシアターで公演したことが判明している。当時の新聞記事やポスターからわかるのは、エリアナとナデジダの他に河上鈴子を含む21人のダンサーが出演していたことである。
一家は頃合いを見て、アメリカへと渡航するつもりでいた。当時、アメリカには姉妹の従姉妹にあたる人物がいたという。しかし、1925年6月にまずエリアナが単身で日本に戻ってきた。ついでナデジダとナタリアもそれぞれ日本に入国した。日本に戻った理由は、沢靜子をはじめとする支援者たちから送られた日本への帰還を願う手紙が、彼女たちの心を動かしたからであった。このときは支援者のうち、沢、田中常彦、近藤一などが上海まで3人を迎えに行っている。

### 「パヴロバ・バレエ団」の発足と七里ガ浜への移転
3人は沢靜子の斡旋によって、日本での生活の立て直しを図った。最初に住まいとしたのは、沢の知人が材木座に所有していた別荘で、1年ほどここを拠点として暮らしていた。その次に、材木座からほど近い名越に転居した。
当時の名越は、文士村として知られていて、沢と近しい人物の別荘があった。その別荘は広い敷地と間取りを備え、まさしくバレエの稽古場に好適な建物だった。やがて沢の尽力により、「パヴロバ・バレエ団」が発足した。発足時のメンバーはエリアナの内弟子たちで、平均年齢はほぼ20歳という若いバレエ団だった。パヴロバ・バレエ団は小規模なカンパニーのため演目はすべて小品であり、『白鳥の湖』などの全幕バレエは上演できなかった。
記録に残っているパヴロバ・バレエ団の初公演は、1925年のことである。当時、新宿に「新宿園」という遊園地があって、その敷地内に3つの劇場が存在していた。そのうちの「白鳥座」という名の劇場がバレエ団の本拠地となった。この年の5月には、ウラジオストク帰りの服部智恵子（当時の姓は笹田）がエリアナのもとを訪ね、バレエ団の一員に加わっている。彼女はロシア語が堪能で、一家やバレエ団の力となった。服部の他にも、島田廣、貝谷八百子、東勇作、橘秋子など、後に日本バレエ史の礎を築く人々がエリアナの門下生となった。新宿園での活動は、1926年の経営悪化による閉園で早くも停止となった。
1926年秋、パヴロバ・バレエ団は内弟子たちとともに七里ヶ浜の峯ケ原という場所へ移転した。移転の理由は、ナタリアとナデジダが結核を発病したためであった。この住居も借家だったため、一家は独立したバレエスクールの建設を目指すようになった。
資金はエリアナの公演収入で賄い、1928年（1927年または1929年説あり）にはビザンチン風の住居兼バレエスクールの建物が完成した。正確な数値は不明ではあるが、敷地600坪に建物80坪であったという。エリアナが公演などで不在のときには、健康を回復したナデジダがレッスンの指導にあたっていた。

### 社会情勢の悪化と日本への帰化
1930年代に入ると、時代は戦争へと急傾斜しつつあった。1931年の満州事変と翌年の満州国建国、1933年の日本とドイツの国際連盟脱退など、世相は不安定さを増していった。教育や文化、そして芸術は国策（軍部の意向）に従うことが強く求められ、野球やバレエなどでは英語をはじめとした外国語はすべてが漢字に置き換えられた。バレエは舞踊または舞踏と呼ばれ、扱う内容は愛国心と武勇を高揚させ、正義と聖戦を賞揚するものであることが強く要求されていた。
この時流の中で、一見して外国人とわかる外見のパヴロワ一家には日々疑いの目が向けられていた。一家は日本と日本人を愛し、社会に溶け込むための努力を続けていた。バレエスクールのスタジオには明治天皇の御真影を掲げ、新聞に掲載された皇室関連の記事は代読してもらっていた。
1933年、一家は日本への帰化を申請した。正式に申請が受理されたのは1937年6月30日で、日本人として一家の創立がなったのは同年7月10日であった。帰化に合わせてエリアナは「霧島 エリ子」(きりしま えりこ）、母ナタリアは「桜子」（らんこ）、ナデジダは「撫子」（なでしこ）と改名している。
日本への帰化が実現しても、一家に向けられる視線には相変わらず厳しいものがあった。特高警察や憲兵が日々監視を続け、出入りの人々までが心ない嫌がらせの標的となった。嫌がらせから一家を守ったのは、日ごろからの付き合いがある地域の人々や、バレエスクールに通う生徒や父兄であった。彼らは一家が危険人物ではないことを必死になって説明したという。
バレエ団の新潟公演（1934年または1935年）には、ナデジダも足の不自由な身で参加せざるを得なかった。当時の地方公演では、自分の娘に公演への参加許可を与える父兄が少なかったからである。このときの無理が原因で、ナデジダは肋膜炎を再発させたほどであった。

### エリアナの死、そして苦難の日々
1941年、エリアナは日本陸軍恤兵部の要請によって中支軍慰問に旅立つことになった。出発は3月10日のことで、南京を拠点として兵士たちの前で『瀕死の白鳥』や即興で『海ゆかば』、『さくらさくら』などを披露した。慰問の旅はきつい日程が続いたため、健康体だったエリアナが急速に体力を奪われる結果となり、やがて彼女は病に倒れた。エリアナは南京の陸軍病院に搬送された。病名は蜂窩織炎で、同年5月3日（5月2日または6日説あり）に彼女は生涯を終えた。
大滝愛子は、エリアナ死去の知らせを受けた日のことを証言している。当時彼女は、エリアナ不在のパヴロワ一家の手伝いをしていた。稽古場に着いたところ、ナデジダから1通の電報を手渡され、読んでくれと依頼を受けたという。その内容は「ヒダリガンメンホウカシキエンニテシス（左顔面蜂窩織炎にて死す）」というものであった。
エリアナの遺骨は神戸まで船で送られ、その後列車で東京駅に向かった。途上の大船駅でナタリアとナデジダ、さらに門下生数人が列車に同乗して遺骨を出迎え、東京駅に到着した。エリアナの遺骨は、お茶の水のニコライ堂に一晩安置された。パヴロワ一家はロシア正教徒であり、正教会のニコライ堂を心の支えとしていたと伝わる。七里ガ浜のバレエスクールにエリアナが帰還を果たしたのは、5月12日のことであった。
大日本舞踊連盟は、エリアナの葬儀を6月9日に蚕糸会館で執り行った。続いて6月17日には、軍人会館を会場として門下生による追悼舞踊会が開催された。エリアナのレパートリーを門下生たちが踊ったこの舞踊会で、ナデジダは服部智恵子とともに演出を担当した。
ナデジダには、エリアナの遺したバレエスクールを引き継ぐ責任が生じた。彼女は友人の沢鞠子（沢静子の娘）に「エリアナのようにできるかしら…」と問いかけたという。足の負傷によるハンディキャップに加えて生来病弱でもあり、東京と七里ヶ浜でのレッスン掛け持ちは困難であった。
こういうときに、ナデジダに代わって講師を務めたのは当時逗子に住んでいた大滝愛子であった。大滝は14,5歳という年齢であったが、優秀な踊り手として才能を開花させつつあった。大滝は幼いながらもナデジダの力となり、常に彼女の支えとなっていた。
時代は戦争末期にさしかかり、ナデジダと門下生たちには苦難の時期が続いた。ナデジダの初期の門下生の1人、鈴木伊久子は「バレエを習っている者は、非国民といわれました」と証言している。レッスンに通うものは小学生が主体で大人が少なく、多い時でも7人から10人程度であった。
1944年11月の末から翌年にかけて、アメリカ軍の空襲が続いた。七里ヶ浜付近に住む学童たちは政府による学童疎開の対象になって、門下生はさらに減少した。この世相は、ナデジダとナタリアにとってロシア革命のときの恐怖を思い起こさせずにはいられないものであった。

### 晩年と死
1945年8月15日、第二次世界大戦が終わった。戦争が終わっても、パヴロワ一家の暮らし向きはさして変わらなかった。一家の洗濯物は襤褸と見まがうほどで、ナタリアは真っ黒にすすけたやかんを使って煮炊きをするなど、いかにも質素な暮らしぶりであった。
1946年に『白鳥の湖』全幕の日本初公演が実現すると、日本にはバレエブームが到来した。『白鳥の湖』全幕公演は、エリアナがついに果たすことのできなかった夢でもあった。中心メンバーには上海帰りの小牧正英の他に、エリアナ門下の服部智恵子、島田廣、東勇作、貝谷八百子などが含まれていた。この時期、ナデジダは大滝に対して「私はもう、愛子に教えるものはなにもなくなった」と言って、彼女を小牧に預け、指導を受けさせている。
1956年4月2日、ナタリアが肋膜炎で死去した。かつてはオペラ歌手だったナタリアは、華やかだった時代の面影をみじんも感じさせない地味で堅実な女性であったという。1人遺されたナデジダは、バレエスクールの維持に心を砕いた。
ナデジダは求めに応じて、時折他のバレエ団の舞台（谷桃子バレエ団の『ジゼル』、橘秋子バレエ団の『印度の夜』など）に出演することがあった。足の故障のために踊りには制約があったものの、その場にいるだけでも舞台に重みが加わって、十分な存在感を見せていたという。やがてナデジダは舞台出演から遠ざかって行った。
生来病気がちだったナデジダを助けた人々は、自身の教え子やエリアナの門下生以外にも多かった。40年以上にわたってパヴロワ一家の手伝いを務めた山川トミや、同国人で稲村ケ崎に住まいを構えていたオーリガ毛馬内（ハルピンで日本人と結婚していた）とその姉ヴェラ・レビッツカヤなどである。山川はナデジダが他界するまで身辺の世話やバレエスクールの雑務をこなし、オーリガとヴェラは心身両面にわたってナデジダの支えとなった。
1962年9月29日、鎌倉中央公民会館を会場としてバレエスクールの発表会が開催された。出演は門下生30名に加えて、賛助出演で服部智恵子や東勇作が参加した。この発表会のために、中河与一の『愛の漂泊者』を舞台化したオペラ・バレエ『エレーナ』が上演された。タイトル・ロール（16歳のエリアナ）を踊り演じたのはオーリガの三女、ムーザ毛馬内で、ナデジダは作品中で『太陽への祈り』を踊っている。成功裏に終わったこの発表会は、バレエスクールとして最後のものであった。
ナデジダは晩年、映画とテレビに出演している。1975年の短編映画『ワルツ』（安藤紘平監督）では主役を務め、テレビではNHKで1977年10月24日に放送された新日本紀行「湘南・電車通り 〜鎌倉・藤沢〜」に出演した。番組内で彼女は姉エリアナの思い出を語っている。
ナデジダはバレエスクールの存続に加えて、姉エリアナを顕彰するバレエ博物館の構想を抱いていた。エリアナの居室はナデジダによって、ドレッサーやベッドも生前のままに保たれ続けた。ナデジダは、1975年頃から入退院を4回ほど繰り返していた。最初は神経痛、次は右腕の捻挫、3回目は脾臓と腎臓の病気であった。最後となった4回目の入院は、後頭部の皮膚ガンだった。ナデジダの後頭部にはその30年以上前からコブができていたため、いつもターバンを巻いて隠していたという。当初は近所の病院で1か月ほどの入院生活を送っていたが、1981年7月の末に国立横浜病院に転院した。病室での世話をオーリガとヴェラに加えてバレエスクールの父兄組織「白鳥会」の人々が務めた。オーリガとヴェラ、そして山川などがバレエスクールの事務処理などを引き受けていた。
1982年12月16日に、ナデジダはその生涯を終えた。彼女の主治医は死に際して「あれほど生命力の強い方を診てあげたのは初めてです」と語ったという。ナデジダは横浜山手外人墓地の12地区にある一家の墓地に埋葬された。この墓地は生前のナデジダが母ナタリアと姉エリアナのために求めたものであったが、墓碑の完成前に彼女も死去することとなった。

### 死後

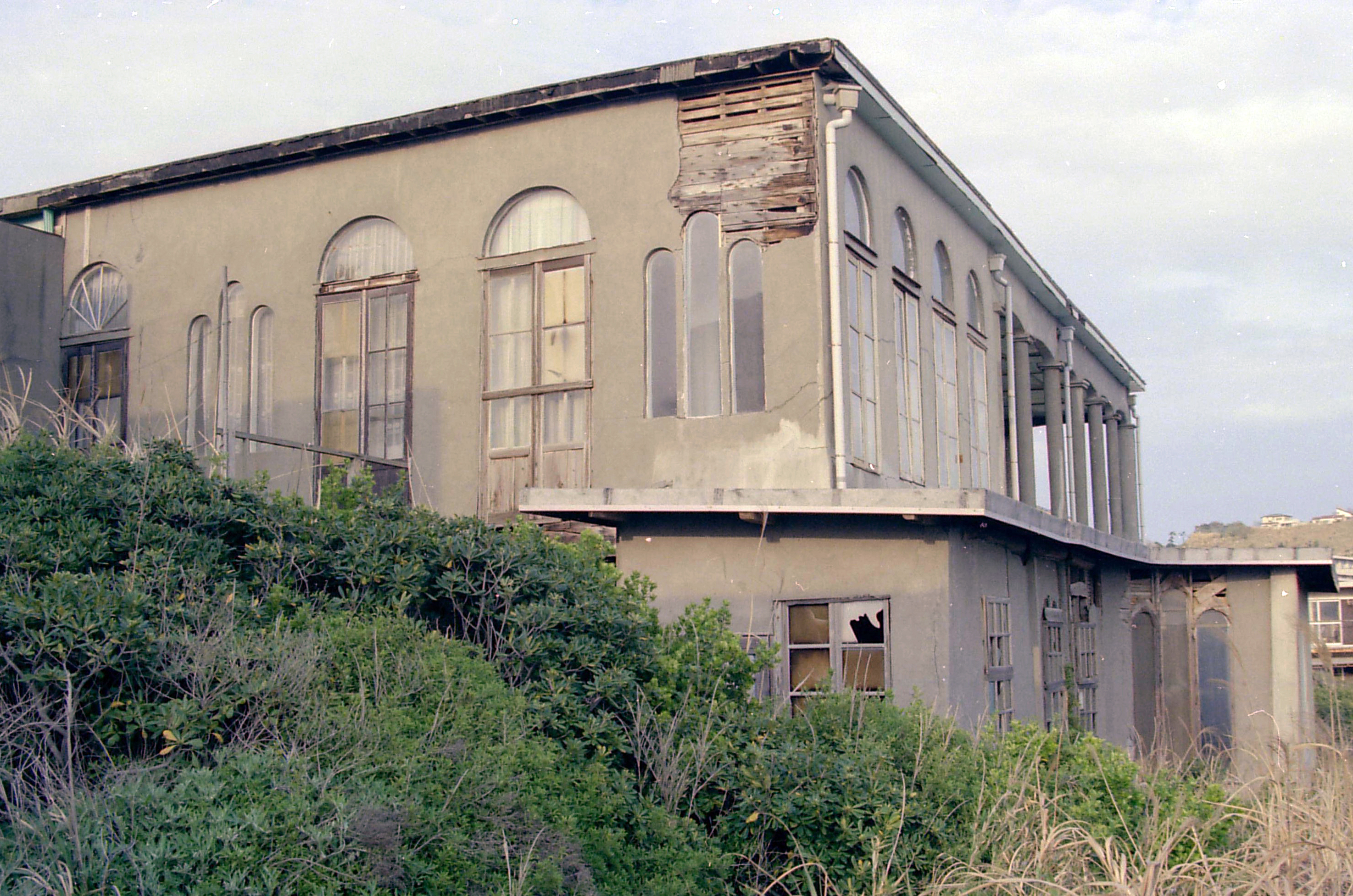
かつてのエリアナ・パヴロワ邸。1979年3月16日撮影。

果たすことのできなかったナデジダの構想は、バレエスクールの門下生や父兄、そして日本バレエ界の主だった人々などが受け継いた。彼女の生前にも鎌倉市に記念館設立を申し入れた後援者がいたものの、公共施設の必要性と順序から見て機が熟していないとして取り上げられなかった。
時代はバブル景気に近づいていて不動産の価格も高騰したため、銀行や不動産屋から誘いがあったというが、ナデジダはその話を聞き入れなかった。さらに、資金面での行き詰まりがあった上に、バレエスクールの借地権がナデジダの死去によって消滅していた。借地権の相続について、オーリガ毛馬内がアメリカにいる彼女のいとこ、イフゲニア・ストックニコワに手紙を書いたがそれも無駄に終わった。
借地権については裁判に持ち込まれたが、結局敗訴となって既得権は認められなかった。そのため土地は、地主である小動神社に返還する必要が生じた。服部智恵子が先頭に立って小動神社との交渉にあたり、門下生の有志によって1984年3月29日に「エリアナ・パヴロバ顕彰会」を結成した。しかし、会長の服部が直後に発足翌日に急死したため、島田廣が会長代行となって活動が継続された。
交渉の結果、小動神社の計らいで顕彰碑設立の敷地約20坪が分譲された。顕彰碑の費用は寄付金によって賄われ、顕彰会の意図を汲んだ建築会社が格安の費用で引き受けてくれた。顕彰碑の起工式は1986年3月10日で、同年12月18日に除幕式が行われた。碑にはエリアナの業績とともに、ナタリアとナデジダを加えた一家3人のレリーフが刻まれた。
無人となったバレエスクールの建物は、老朽化のため1985年3月24日に取り壊された。北鎌倉に住む坪内敏雄が資金を提供し、跡地の一部を使って50坪の敷地と建物20坪の「鎌倉パヴロバ記念館」が建設された。外観はビザンチン風の白亜の洋館で、かつての面影を留めるものであった。1階は多目的に使えるロビーをメインにし、2階は遺品や記念品などの展示室となった。
記念館は1987年8月1日に一般公開された。しかし、当初の構想にあった財団法人化は進捗せず、約10年間にわたり個人の運営に委ねられていた。1996年10月31日、記念館は閉館となった。すべての遺品は鎌倉市役所が引き取り、建物は個人のアトリエになったという。

## 人物と私生活、残る出自の謎
ナデジダは明朗でユーモアのある性格の持ち主で、姉エリアナとは対照的であった。沢静子とエリアナは1936年頃突然絶交し、その状態が2年近く続いた。絶交の理由は、エリアナの恋愛問題について沢がナタリアに告げ口したのではないかと疑われたためだった。その後、貝谷八百子のデビュー公演（1938年11月）に際して、エリアナから沢の娘鞠子宛に招待券2枚が手渡された。公演終了後、沢はエリアナの楽屋を訪れたものの、中に入る勇気が出なかった。そのときナデジダが楽屋ののれんをかき分けて現れ「長らくのごぶさたの沢さん、来ましたのネ」とおどけ、「二人、仲良くしましょネ」とその場をとりなした。ナデジダの機転によって、エリアナと沢の仲は修復された。
ナデジダのユーモアセンスは、バレエのレッスンにも生かされていた。ナデジダはバレエのレッスンに際して、ユーモアを含んだ和やかな雰囲気の中で丁寧に指導していた。ムーヴメントの指示には、江ノ電の通る山側と海側をポイントにして、「ハイ、海のほうへ…」、「電車のほうへ…」と表現し、特に子供たちには効果的であった。彼女のバレエ指導は評判がよく、「ロシアバレエ本来の典雅な雰囲気を教えられる最後の人」と高く評価されて1961年には神奈川文化賞を受賞している。
助教師を長らく務めた岩井素子は、「まるで、十三歳の少女みたいな方でした」と回顧している。金銭感覚にうとい上に、バレエで金もうけをしようなどという考えは持っておらず、月謝は安かった。ナデジダは大滝愛子の指導を小牧にゆだねるなど、懐の深い人物であった。
パヴロワ一家について「日本人より人情の厚い方たちで、義理がたいところがありました」という評がある一方で、「疑い深いところもあった」ともいわれていた。その理由は、七里ヶ浜にバレエスクールを建築する際に、職人が先払いの代金を持ち逃げした話が何回かあったからだという。
晩年に病気がちとなったナデジダは、孤独感に苛まれてしばしばオーリガ毛馬内に電話をかけていた。同国人ということで気を許せる間柄だったものの、オーリガより年上だったナデジダの甘えによって何回も喧嘩になるほどであった。
ナデジダはエリアナと同じく、生涯独り身を通した。2人の男女交際について、母ナタリアが道を踏み外さぬように常に監視していた。ナタリアはナデジダには甘く、エリアナには常に厳しくあたっていたという。
白浜研一郎（1986年）や宮田治三（1997年）、鈴木晶（2008年）などは、エリアナとナデジダについて「実の姉妹ではない」という説があることに言及している。2人は出生地が違っている上、顔立ちも似ていなかった。本人たちが生前に話したところによれば、エリアナは父を「軍人だった」、ナデジダは「貴族で俳優だった」としている。さらに鈴木は、通説で白系ロシア人貴族の血筋を引くというエリアナについて「旅芸人の家族に生まれたらしい」と指摘した。
川島京子（2012年）は、エリアナ自身の回想録で「幼い妹ナージャ（ナデジダの愛称）」について触れた部分を示した。エリアナが6歳のときに父が死去し、続いて3歳の妹ナージャも亡くなったという。この亡くなったとされるナージャと、日本での「妹」ナージャ、すなわちナデジダの関係は不明である。川島はナタリアについて「エリアナの実母であろう」としているが、逆にナデジダこそナタリアの実子でエリアナは養女だという説も出ていて、出自の謎は未解決のままである。